# Ligusticum xizangense
Ligusticum xizangense là một loài thực vật có hoa trong họ Hoa tán. Loài này được Z.H. Pan & M.L. Sheh mô tả khoa học đầu tiên năm 1992.